# Джеси Спенсър
Джеси Спенсър (на английски: Jesse Spencer) е австралийски актьор. Роден е на 12 февруари 1979 в Мелбърн, Австралия. Има двама по-големи братя, наречени Търни и Люк и една по-малка сестра Поли.
Започва да играе в сериала Съседи от 1994 до 2000 г. в ролята на Били Кениди. През 2003 г. играе заедно с Дакота Фанинг и Британи Мърфи във филма Градски момичета. От 2004 г. започва да играе Робърт Чейс в сериала Доктор Хаус. Сгоден за колежката си от сериала, Дженифър Морисън до 2007 година. Той ѝ предлага брак в Айфеловата кула, Париж на френски през декември 2006 г. Следващата година обаче те официално обявяват развалянето на годежа си.
През 2007 г. е между 100-те най-красиви хора на света в списание Пийпъл. От 10 годишен свири на цигулка, а може да свири на пиано и китара. Участва във видеоклипа на песента Still Have My Heart, която е на Кейтлин Кросби. Сега излиза с британската певица и актриса Луиз Грифитс.